# Синковец, Александр Иванович
Александр Иванович Синковец (10 марта 1968) — белорусский футболист, полузащитник, тренер.

## Биография
До распада СССР выступал только в соревнованиях коллективов физкультуры, в том числе в первенстве Белорусской ССР за минский СКИФ.
В 1992 году дебютировал в высшей лиге Беларуси в составе «Торпедо» (Минск), провёл в команде два года. В начале 1994 года перешёл в «Молодечно» и выступал за него два с половиной года, при его участии клуб добился наивысшего успеха в истории — четвёртого места в сезоне 1994/95. Летом 1996 года перешёл в минское «Динамо-93» и играл за него до расформирования клуба летом 1998 года. Финалист Кубка Беларуси 1996/97. Осенью 1998 года снова играл за «Молодечно». В 1999 году выступал за «Лунинец» и стал победителем турнира второй лиги. Последний сезон в карьере провёл в 2000 году за брестское «Динамо».
Всего в высшей лиге Беларуси сыграл 149 матчей и забил 13 голов. Участвовал в играх еврокубков, в 1996 году стал автором «дубля» в матче Кубка УЕФА против «Тилигула».
В начале 2011 года был назначен главным тренером дубля «Витебска». В августе того же года, после ухода из клуба Сергея Боровского, назначен главным тренером основной команды «Витебска». Однако под его руководством команда скатилась с 7-го места на 11-е и вылетела из высшей лиги через переходные матчи, и в конце сезона тренер был отправлен в отставку. Также тренировал детские команды минского «Торпедо» и ФК «Минск». Имеет тренерскую лицензию «А».

## Достижения
- Финалист Кубка Беларуси: 1996/97
- Победитель второй лиги Беларуси: 1999